# Timebomb (Tove Lo-låt)
Timebomb är en låt av den svenska sångerskan och låtskrivaren Tove Lo. Låten premiärspelades som radiosläpp den 6 juni 2015 på den amerikanska radiostationen KIIS FM och släpptes därefter som den tredje singeln från debutalbumet Queen of the Clouds. Låten är skriven av Alexander Kronlund och Tove Lo, samt Klas Åhlund som även står som producent.

## Musikvideo
Musikvideon släpptes den 22 juni 2015 och är regisserad av Emil Nava. Den 19 juni 2015 släpptes en förhandstitt via Tove Los Facebooksida där även musikvideons premiärdatum offentliggjordes.

### Marknadsföring
När musikvideon släpptes så lanserade Tove Lo #weareatimebomb och startade en hemsida för projektet. Konceptet går ut på att människor runtom hela världen kan streama musikvideon på "hemsidan för projektet" och se videon tillsammans med andra fans, genom att använda en datorkamera.

### Lyric video
Den 18 juni 2015 laddades en officiell "lyric video" upp via Tove Los VEVOkanal. I video visas texten till låten på nakna människokroppar med hjälp av ljusprojektion. Videon är regisserad av Bror Bror.

## Utgivningar
| Land    | Datum        | Format              | Skivbolag        |
| ------- | ------------ | ------------------- | ---------------- |
| Sverige | 29 juli 2015 | Digital nedladdning | Universal Music  |
| USA     | 6 juli 2015  | Mainstream radio    | Island, Republic |